# 피터 에반스
피터 에반스(Peter B. Evans, 1944년 ~ )는 미국의 정치사회학자이다. 브라운 대학교 왓슨 국제 및 공공문제연구소(Watson Institute for International and Public Affairs) 패컬티 펠로, 캘리포니아 대학교 버클리 사회학 명예교수이다. 하버드 대학교와 옥스포드 대학교에서 사회학으로 석사, 박사 학위를 받았다. 주 연구분야는 개발 비교정치경제학과 세계화로 국가와 사회 관계, 브라질과 라틴 아메리카의 산업 경제 발전과 시민 사회, 국제 발전 등을 다루었다. 1985년 시다 스코치폴, 디트리히 러쉬마이어와 함께 《국가의 재소환》(Bringing the State Back In)을 펴냈다. 주요 저서로 《배태된 자율성》(Embedded Autonomy: States and industrial Transformation, 1995)이 있다.